# 辛姆斯级驱逐舰
辛姆斯級驅逐艦是美国海军在第二次世界大战前建造完成的最后一级驱逐舰，共建造12艘，均于1939年至1940年间加入作战序列。其中5艘在随后到来的战争中损失，3艘在战争结束后拆解，其余4艘被用于十字路口行动：1艘在Able核试验中沉没，3艘在完成辐射清理后作为靶船击沉。
辛姆斯级驱逐舰依据第二次伦敦海军条约相关规定建造，该条约取消了先前伦敦海军条约对驱逐舰单舰标准排水量的限制，但对其舰队总吨位仍有要求。因此，为了保证美国海军现役驱逐舰数量充足，辛姆斯级排水量仅较前级增加约70吨。辛姆斯级为法拉格特級后的第六代1500吨级条约型驱逐舰，此后自1938财年，美国海军开始探索不受条约限制的新型驱逐舰设计方案，并于1941财年通过弗莱彻级的建造完成转型。

## 背景及設計
辛姆斯级驱逐舰由吉布斯与考克斯海事设计局设计，其早期方案主要由前型班汉级改进而来，具体措施包括：构筑流线型舰体前部与舰桥以提升舰船航速与燃油使用效率；设置一门额外的5英寸主炮；重新布局鱼雷发射管以保证至少一组四联装鱼雷可以随时启用。
1939年2月4日，安德森號作为辛姆斯级首艘下水的舰只投入测试。试航结果表明，建造实际船体重量高于设计150吨，且伴随有稳心过高的问题。这些隐患的发现促成了辛姆斯级之后的局部重新设计与改造，至1941年底，相关问题才得以彻底解决。小艇架处的3号5英寸主炮被移除，后部四联装鱼雷发射管则接受重新布局，使之贴合中轴线。事后调查表明，蒸汽工程局在设计舰艇时低估了新型武器装备的重量，而建设与维修局实际进行工程时又缺少更改设计方案的权限，两个部门间的沟通障碍导致了最终成品的缺陷，这一事件也间接促使二者于1940年6月20日由国会通过法案合并为船舶局。
辛姆斯级的主体构件设计基本沿用班汉级的成熟经验，其锅炉房设置于舰艏，引擎室则置于舰艉附近。锅炉蒸汽压力约600磅力/平方英寸（一说565磅力/平方英寸），过热蒸汽约715华氏度（379摄氏度）。舰船主涡轮机由西屋电气供应，总输出51,138匹轴马力（37,611千瓦）。此外，该级驱逐舰还搭载有廢氣加熱器、双级减速齿轮、巡航涡轮机等机械以提升燃油效率。

## 武裝及性能
辛姆斯级驱逐舰引入了当时较为先进的马克37型（Mark 37）主炮火控系统，该系统透过方位探测器接收目标数据，并经由马克一型火控计算机确认攻击方位，实现主炮命中率的提高。
辛姆斯级早期型主砲设置為5門Mk.12 5吋38倍徑高平兩用砲，采用舰艏两门，舰艉三门布局。鱼雷发射管配置则沿用馬漢級的中心线加两侧，共三座四联装的设计方案。该布局在安德森号服役后很快就被发现问题，最终一座鱼雷发射器被拆除，一座主炮也在随后移除。
该级建成初期仅装备有四座点五零机枪作为防空火力，至1941年改造时，其数量才增至8座。珍珠港事件发生后的18个月内，美国海军对其下辖舰艇展开了大规模对空火力升级，辛姆斯级也在此期间换装了两座双联装博福斯40毫米高射炮和四座单装厄利孔20毫米机炮。1945年，随着日本水面舰队威胁的下降与神风特攻队攻击的增加，马斯廷号、莫里斯号和拉塞尔号计划拆除所有鱼雷发射管，使用空置舰体增设两座双联装福博斯高射炮并将所有单装厄利孔机炮替换为双联装，该计划的部分措施最终没有完成。
辛姆斯级早期反潜设备为两座深水炸弹导轨，后增加6座深水炸弹投射器（K炮）。

## 歷史
命名艦辛姆斯號在珊瑚海海戰护航尼奧紹號油輪期间被日軍機動舰队所属战机误判为巡洋艦和航空母艦而遭受攻擊，最终战沉。
安德森號先后參與珊瑚海海战、中途島海戰等战役，聖克魯斯群島戰役期间，她被命令斷後並負責處分已經无法救援的大黃蜂號航空母艦，直到日軍追擊部隊接近才撤退。之後她又參與多場戰役，并在戰後作為十字路口行動的實驗艦被炸沉。
哈曼號在中途島海戰期间作为护航舰伴隨約克鎮號航空母艦行动。約克鎮號在受到重創後雖然撤出了大部分人員，但仍有少數修理人員試圖修復，而哈曼號則停在旁邊進行支援。次日，日本潛艇伊168突破封锁圈，并使用魚雷命中哈曼号和約克鎮號，致使两舰最终沉沒。
奥布萊恩號在替胡蜂號航空母艦護航時遭到日本伊號第十九潛艦的魚雷命中，同艇在同時也擊沈胡蜂號和擊傷北卡羅萊那號戰艦。雖然進行了應急修理，但是在回航美國準備進行完全修理途中破損沉沒，乘組員全部生還。
沃克號在瓜達康納爾海戰發生時和其他三艘完全不同隊的驅逐艦被緊急指派護航兩艘戰艦前往瓜島攔截日軍企圖破壞機場的艦隊，並在該戰役被擊沈，但成功的護送了兩艘戰艦，阻止了日軍企圖的岸轟行動，替盟軍勝利打下基礎。
巴克號在地中海被 U-616 擊沈，也是唯一被德國擊沈的一艘本級艦。
拉塞尔號，莫里斯號和羅號在日本投降時正在進行大修，隨後大修中止並決定出售拆解。休斯號，马斯廷號和温萊特號也被送去參加十字路口行動，雖未沉沒，但核污染導致兩年後還是被當作靶艦擊沈。

## 同級艦
| 舷号   | 英文原名   | 中文名   | 建造厂               | 动工日期       | 下水日期       | 服役日期      | 退役日期       | 结局                                                          | 来源   |
| ------ | ---------- | -------- | -------------------- | -------------- | -------------- | ------------- | -------------- | ------------------------------------------------------------- | ------ |
| DD-409 | Sims       | 辛姆斯号 | 巴斯钢铁厂           | 1937年7月15日  | 1939年4月8日   | 1939年8月1日  | 不適用         | 1942年3月7日于珊瑚海海战被日本飞机击沉                        | [ 14 ] |
| DD-410 | Hughes     | 休斯号   | 巴斯钢铁厂           | 1937年9月15日  | 1939年6月17日  | 1939年9月21日 | 1946年8月28日  | 1948年10月16日于华盛顿州外海作为飞机靶船沉没                  | [ 15 ] |
| DD-411 | Anderson   | 安德森號 | 联邦造船与干船坞公司 | 1937年11月15日 | 1939年2月4日   | 1939年5月19日 | 1946年8月28日  | 1946年7月1日于比基尼环礁的十字路口行動Able核试验中沉没        | [ 16 ] |
| DD-412 | Hammann    | 哈曼号   | 联邦造船与干船坞公司 | 1938年1月17日  | 1939年2月4日   | 1939年8月11日 | 不適用         | 1942年6月6日于中途岛海战被日本潜艇伊-168击沉                  | [ 17 ] |
| DD-413 | Mustin     | 马斯廷号 | 紐波特紐斯造船公司   | 1937年12月20日 | 1938年12月8日  | 1939年9月15日 | 1946年8月29日  | 1948年4月30日于马绍尔群岛作为靶舰被击沉                       | [ 18 ] |
| DD-414 | Russell    | 拉塞尔号 | 紐波特紐斯造船公司   | 1937年12月20日 | 1938年12月8日  | 1939年11月3日 | 1945年11月15日 | 1947年9月作为废铁卖给位于洛杉矶終端島的国家金属与钢铁公司拆解 | [ 19 ] |
| DD-415 | O'Brien    | 奥拜恩号 | 波士顿海军造船厂     | 1938年5月31日  | 1938年10月20日 | 1940年3月2日  | 不適用         | 1942年9月15日被日本潜艇伊-19号击中后，于10月19日沉没          | [ 20 ] |
| DD-416 | Walke      | 瓦尔克号 | 波士顿海军造船厂     | 1938年5月31日  | 1938年10月20日 | 1940年4月27日 | 不適用         | 1942年11月15日于瓜達康納爾海戰中沉没                          | [ 21 ] |
| DD-417 | Morris     | 莫里斯号 | 诺福克海军造船厂     | 1938年6月7日   | 1939年6月1日   | 1940年3月5日  | 1945年11月9日  | 1949年7月17日作为废铁卖给国家金属与钢铁公司拆解               | [ 22 ] |
| DD-418 | Roe        | 罗号     | 查尔斯顿海军造船厂   | 1938年4月23日  | 1939年6月21日  | 1940年1月5日  | 1945年10月30日 | 1947年8月拆解                                                 | [ 23 ] |
| DD-419 | Wainwright | 温莱特号 | 诺福克海军造船厂     | 1938年6月7日   | 1939年6月1日   | 1940年4月15日 | 1946年8月29日  | 1948年7月5日由第172驱逐舰分队击沉                             | [ 24 ] |
| DD-420 | Buck       | 巴克号   | 费城海军船坞         | 1938年4月6日   | 1939年5月22日  | 1940年5月15日 | 不適用         | 1943年10月9日在意大利萨勒诺附近被德国潜艇U-616号击沉          | [ 25 ] |

戰前 DD-419 曾擔任第8驅逐戰隊旗艦，其餘 DD-409 ~ DD-417 全部配屬第二驅逐戰隊。